# Karl von Toll (General, 1801)
Heinrich Ferdinand Karl von Toll (* 25. März 1801 in Herford; † 7. Juni 1869 in Görlitz) war ein preußischer Generalleutnant.

## Leben

### Herkunft
Heinrich Ferdinand Karl war Angehöriger des baltischen Adelsgeschlechts Toll. Seine Eltern waren der Generalleutnant Ludwig Ernst Philipp von Toll (1775–1851) und dessen erste Frau Christiane Marie Sophie, geborene Liebrecht (1770–1805).

### Werdegang
Toll trat am 1. Mai 1818 als Musketier in das 33. Infanterie-Regiment der Preußischen Armee ein und avancierte am 21. November 1819 zum Sekondeleutnant. Von 1824 bis 1835 fand er als Bataillonsadjutant Verwendung. Am 16. Mai 1835 wurde er zum Premierleutnant befördert und fungierte ab diesem Zeitpunkt als Regimentsadjutant. Am 25. November 1840 wurde er Hauptmann und Kompaniechef. Mit seiner Beförderung zum Major folgte am 13. Juni 1848 seine Versetzung in das 22. Infanterie-Regiment. Von dort kam Toll am 20. Februar 1849 als Kommandeur des I. Bataillons in das 10. Landwehr-Regiment. Er stieg am 22. März 1853 zum Oberstleutnant auf, bevor er am 4. Mai 1854 als Kommandant in die Festung Glatz versetzt wurde. In dieser Stellung wurde er am 6. Juli 1854 à la suite des 10. Infanterie-Regiments gestellt. Am 15. Oktober 1856 wurde er zum Oberst befördert und am 7. Mai 1857 zum Kommandeur des 6. Infanterie-Regiments ernannt. Am 31. Mai 1859 wurde er zum Generalmajor befördert und am 13. Oktober 1859 Kommandeur der 26. Infanterie-Brigade ernannt. Am 25. Mai 1860 bekam er den Roten Adlerorden II. Klasse mit Eichenlaub und erhielt am 14. Oktober 1862 seinen Abschied als Generalleutnant mit Pension. Er starb am 7. Juni 1869 in Görlitz.

### Familie
Toll heiratete am 27. Oktober 1835 in Graudenz Henriette Schwucht von Zinken (* 1818; † 20. Mai 1853). Das Paar hatte mehrere Kinder:
- Friederike (* 12. September 1836; † 7. August 1909) ⚭ Benno von Massow (1827–1904), Generalleutnant
- Ernst Anton Karl Julius (* 18. Februar 1840; † 23. Februar 1879), oldenburgischer Kammerherr und Hofmarschall ⚭ Magarethe (Mary) Charlotte von Padberg (* 7. Juli 1847; † 20. April 1901)
- Marie (* 4. September 1841) ⚭ Rudolf von Lieres und Wilkau († 12. Dezember 1895), Major
- Anna Auguste Amalie Fanny Frida (* 10. August 1847)

⚭ Viktor Barkly (Bartzky) († 19. Januar 1871), sächsischer Hauptmann, gefallen bei St. Quentin
⚭ 1872 Adolf Christoph Josef Alfons von Zezschwitz (* 13. August 1843), sächsischer Oberst
- Paul Hermann Gustav Lucas (1849–1924), preußischer Generalmajor ⚭ Ella von Padberg (* 1. Oktober 1844), Schwester von Mary
- Margarethe (* 30. Mai 1851) ⚭ Josef Statinsky († 13. August 1890), K. k. Hauptmann

Nach dem Tod seiner ersten Frau heiratete er am 11. März 1857 Luitgarde von Langen (* 22. April 1831; † 6. Januar 1897).